# Lights (album d'Ellie Goulding)
Pour la chanson d'Ellie Goulding voir Lights
Pour les articles homonymes, voir Lights.
Lights est le premier album studio de la chanteuse Ellie Goulding, qui est sorti au Royaume-Uni le 26 février 2010 par Polydor Records. Produit par Starsmith, Frankmusik, Fraser T. Smith et Richard Stannard, l'album a connu un gros succès au Royaume-Uni, en Italie, en Allemagne. Il se classe dans le Top Albums de vente, près de 40 000 exemplaires lors de sa première semaine. Il a été réédité avec des chansons supplémentaires sous le titre Bright Lights.

## Liste des pistes
- 1. Guns and Horses 3:35
- 2. Starry Eyed 2:56
- 3. This Love (Will Be Your Downfall) 3:53
- 4. Under the Sheets 3:44
- 5. The Writer 4:11
- 6. Every Time You Go 3:25
- 7. Wish I Stayed 3:40
- 8. Your Biggest Mistake 3:25
- 9. I'll Hold My Breath 3:45
- 10. Salt Skin 4:17

Sur la réédition Bright Lights
- 11. Lights - Single Version 3:30
- 12. Human 4:09
- 13. Little Dreams 3:18
- 14. Home 3:24
- 15. Animal 3:40
- 16. Believe Me 4:03
- 17. Your Song - Bonus Track 3:11